# Serghei de Radonej
Serghei de Radonej (n. 3 mai 1314, Rostov, Regiunea Iaroslavl, Rusia – d. 25 septembrie 1392, Sergiev Posad, Gubernia Moscova⁠(d), Imperiul Rus) este unul din cei mai populari sfinți în Biserica Ortodoxă Rusă.
Institutul Saint-Serge din Paris îi poartă numele.